# Inni (album Sigur Rós)
Inni – album koncertowy islandzkiego zespołu post-rockowego Sigur Rós, którego premiera odbyła się 7 listopada 2011 roku. Na wydawnictwo składa się płyta DVD oraz dwie płyty CD. Album dostępny jest w formie standardowej (wspomniane DVD i 2 CD), Blu-ray, dystrybucji elektronicznej, płycie winylowowej oraz w limitowanej edycji specjalnej.
Materiał z albumu został zarejestrowany w Alexandra Palace w Anglii w 2008 roku.

## Lista utworów

### DVD
1. "Ný batterí"
2. "Svefn-g-englar"
3. "Fljótavík"
4. "Inní mér syngur vitleysingur"
5. "Sæglópur"
6. "Festival"
7. "E-Bow"
8. "Popplagið"
9. "Lúppulagið"

### CD 1
1. "Svefn-g-englar" – 10:12
2. "Glósóli" – 6:52
3. "Ný batterí" – 8:38
4. "Fljótavík" – 3:38
5. "Við spilum endalaust" – 3:58
6. "Hoppípolla" – 4:13
7. "Með blóðnasir" – 2:22
8. "Inní mér syngur vitleysingur" – 4:08
9. "E-Bow" – 9:09

### CD 2
1. "Sæglópur" – 7:40
2. "Festival" – 7:35
3. "Hafsól" – 8:28
4. "All Alright" – 5:41
5. "Popplagið" – 15:23
6. "Lúppulagið" – 5:59